# Den Danske Helsinki-Komité for Menneskerettigheder
Den Danske Helsinki-Komité for Menneskerettigheder blev dannet i 1985 som en del af den daværende internationale Helsinki Federation (1982-2007). Foreningens mission er at arbejde for overholdelsen af internationale menneskeretsaftaler inden for OSCE-området og at påpege trusler mod og krænkelser af menneskerettigheder og internationale traktater. Som andre nationale Helsinki-komiteer og grupper arbejder den danske komité ud fra Helsingforsaftalen fra august 1975, som skabte grundlaget for OSCE. 
Helsinki-Komitéen arbejder ud fra antagelsen om, at sikkerheden og samarbejdet imellem staterne i Europa, inklusive den daværende Sovjetunion samt USA og Canada, hviler på to forudsætninger: Garanti for, at grænserne kun kan ændres ved fredelige midler, og at de individuelle menneskerettigheder respekteres.
DHK er uafhængig af politiske partier og interessegrupperinger og er baseret på en demokratisk foreningsstruktur med åbne dialoger baseret på analyser og saglige argumenter i forfølgelse af Komitéens formål. 
Den Danske Helsinki-Komité for Menneskerettigheder er udelukkende frivilligt baseret og har kontor i København. Bestyrelse består af Asbjørn Storgaard (Formand), Leif Lønsmann (næstformand), Karsten Fledelius (kasserer), Gerd Battrup, Birgitte Vestberg, Ole Meldgaard og Julie Arnfred Bojesen.